# Pelochares densatus
Pelochares densatus är en skalbaggsart som beskrevs av Maurice Pic 1922. Pelochares densatus ingår i släktet Pelochares och familjen lerstrandbaggar. Inga underarter finns listade i Catalogue of Life.